# Dual
Dual é uma flexão gramatical de número (como o singular e o plural) que indica um conjunto de duas coisas, como seres ou entidades. Não são muitas as línguas que possuem esse tipo de flexão. O indo-europeu possuía, mas no decurso do aparecimento das línguas descendentes do indo-europeu essa flexão desapareceu em muitas delas. Um exemplo de sobrevivência pode ser constatado no lituano, no qual a palavra namas (uma casa), cujo dual é namu (duas casas), e cujo plural é namai (mais de duas casas).
Essa flexão é inexistente na língua portuguesa. No entanto, existem raras reminiscências que provêm de palavras em latim que possuiam essa flexão. Um exemplo é o pronome indefinido “ambos(as)” (todos os elementos de um grupo de dois). Outro exemplo é o fato de só os numerais “1” (singular) e “2” (dual) poderem flexionar em gênero — “um / uma” e “dois / duas”; os numerais a partir de “3” (plural) não flexionam em gênero, e os numerais de 200 a 900 ''duzentos / duzentas; seiscentos / seiscentas'', os numerais a partir de mil (plural) não se flexionam em gênero, variando em número ''milhão'', ''bilhão'' e ''trilhão''. Também se pode perceber o sentido dual em "entre" e o plural em "dentre".

## Línguas com número dual
- Línguas indo-europeias
  - Grego antigo
  - Sânscrito
  - Avéstico
  - Inglês antigo (só pronomes pessoais)
  - Irlandês antigo
  - Gaélico escocês (só substantivos, só se após o Nº dois)
  - Sorábio
  - Frísio (só pronomes, nos dialetos do norte)
  - Esloveno
  - Eslavo eclesiático
  - Eslavo oriental antigo
  - Lituano
- Línguas urálicas
  - Língua Khanti
  - Língua Mansi
  - Língua Nenets
  - Línguas lapônicas
- Línguas afro-asiáticas
  - Árabe clássico e árabe moderno padrão
  - Acadiano (Assírio e Babilônio)
  - Egípcio
  - Copta
  - Maltês
  - Hebraico bíblico
- Lakota (só pronomes pessoais, sempre "Tu e Eu")
- Maori (só pronomes pessoais)
- Samoano (só pronomes pessoais)
- Hmong
- Língua de sinais americana

## Outros números
Em poucas línguas há números gramaticais além do Singular, Dual e Plural. São línguas do Pacífico e Oceania:
- Número Trial - Tolomako (de Vanuatu; Lihir (Ilhas Lihir - Papua-Nova Guiné); Tok Pisin (só pronomes - Papua-Nova Guiné.)
- Número Quadral (além do Trial, S, P, D) - Marshalês (Ilhas Marshall), no Warlpiri (aborígenes da Austrália) e no Hopi (indígenas do Arizona, Estados Unidos).
- Cinco números gramaticais, Singular, Plural, Dual, Paucal maior, Paucal menor, são encontrados em apenas duas línguas: Sursurunga e Lihir (ambas de indígenas da Nova Irlanda, Papua-Nova Guiné). Acerca dessas línguas os especialistas ainda têm dúvidas sobre esses dois "Paucais" (maior e menor) que podem também indicar respectivamente três e quatro elementos